# 月読神社 (川崎市)

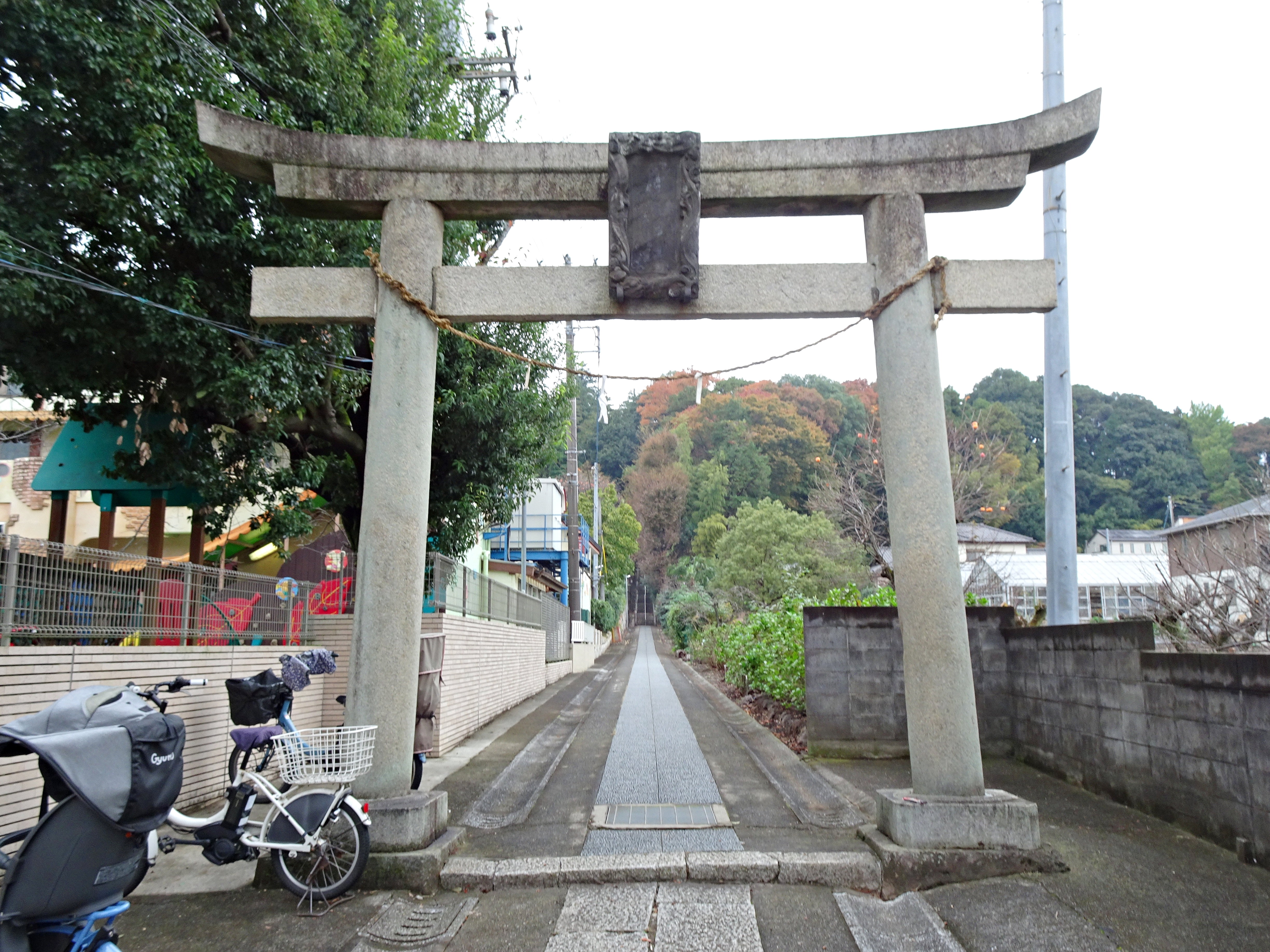
鳥居

月読神社（つきよみじんじゃ）は、神奈川県川崎市麻生区上麻生にある神社。

## 概要
1534年（天文3年）に皇大神宮の別宮（月讀宮）を亀井城（伝・亀井六郎築城）の卯（東）の方へ創建。
1708年（宝永5年）9月29日、1835年（天保6年）11月7日、領主三井主税、安藤織部の両人の援助により再建。
1918年（大正7年）7月11日、上麻生の熊野神社、下麻生の日枝神社、山口谷の白山神社を合祀し、同年9月17日、柿生村の供進指定村社になる。
1974年（昭和49年）9月29日、鉄骨コンクリート神明造の社殿を新築。

## 祭神
- 月読尊
- 伊弉諾尊
- 伊弉冉尊
- 大日孁尊
- 白山姫尊

## 祭事
- 例大祭 : 9月29日

## アクセス
- 小田急柿生駅から徒歩20分。
- 小田急バス : バス停「亀井橋」から徒歩6分。
  - 柿の実幼稚園脇参道上。